# بورغينستوك
بورغينستوك (بالإنجليزية: Bürgenstock)‏ هو أحد جبال سلسلة جبال الألب أوري ويقع في كانتون لوسيرن/كانتون نيدفالدن في سويسرا. يحتل المرتبة رقم 436 في قائمة جبال سويسرا من حيث الارتفاع، إذ يبلغ ارتفاعه حوالي 1128 متر، بينما يبلغ ارتفاع نتوء الجبل 683 متر.